# پیروز سیار
پیروز سیار (زادهٔ ۱۳۳۹، تهران)، پژوهشگر و مترجم آثار تاریخی و ادبی و هنری است. وی فارغ‌التحصیل رشتهٔ کارگردانی سینما از کشور فرانسه است. او یکی از مترجمان موفق کشور است که آثار مهمی از خود به جای گذاشته‌ و جدیدترین ترجمهٔ متن کامل کتاب مقدس شامل عهد عتیق و عهد جدید را در پنج مجلد (۵۶۰۰ صفحه) به فارسی انجام داده‌ است. کتاب‌هایی از عهد عتیق که مجموعه کتاب‌های قانونی ثانی عهد عتیق است از دیگر ترجمه‌های او است. او نخستین مترجم آثار کریستیان بوبن به فارسی است و با برگردان کتاب رفیق اعلی این نویسنده بزرگ فرانسوی را برای اولین بار به خوانندگان فارسی‌زبان شناساند. سیار با ترجمهٔ کتاب شادی در آسمان اثر شارل فردینان رامو، این نویسنده سوئیسی را نیز در ایران معرفی کرد. همچنین حاصل گفتگوهای طولانی خود با احمد آرام را در قالب کتابی با عنوان گوهر عمر انتشار داد که در آن زندگی و سوابق فرهنگی این استاد فرهیخته به صورت تفصیلی بیان شده‌ است.

## زندگی
پیروز سیار مترجم و پژوهشگر ایرانی است که نام او با ترجمه آثار هنری و نیز آثار مربوط به ادبیات عرفانی با نویسندگانی چون کریستیان بوبن عجین شده‌ است. اما بیش از همه با ترجمه کتاب مقدس است که او را می‌شناسیم. 
پیروز سیار در رشته کارگردانی سینما از کشور فرانسه فارغ‌التحصیل شد و پس از بازگشت به ایران، به ترجمه آثار هنری در زمینه‌های سینما، هنرهای تجسمی، عکاسی و موسیقی پرداخت. اما از آنجا که به ادبیات نیز علاقه‌مند بود، پس از مدتی به سمت ترجمه ادبیات عرفانی و کتاب مقدس سوق یافت. کریستیان بوبن که دارای جوایز مهم ادبی از قبیل دوماگو، ادبیات کاتولیک و چشم‌انداز معنویت است، با قلم سیار به ایران شناسانده شد. او در همین مسیر به پیش رفت و در طول یک دهه فعالیت ترجمه، چندین اثر بوبن را منتشر کرد. سپس دامنه فعالیت‌های او فراتر رفت و به سمت کتاب مقدس سوق یافت.
او در میان صحبت‌های خود به ترجمه‌های فارسی پیشین کتاب مقدس توسط مترجمان غیرایرانی – ویلیام گلن و هنری مارتین، رابرت بروس و همکاران او – اشاره کرده و عدم تسلط آنان بر زبان فارسی را از دلایل مشکل ساز بودن و نیز ناکامل بودن این ترجمه‌ها می‌داند. از این رو پیروز سیار نه تنها به ترجمه کامل کتاب مقدس، بلکه به ترجمه ملحقات و حواشی عهد عتیق و جدید و نیز رسالات پولس، به همراه یک فعالیت پیچیده و دقیق پژوهشی به منظور ارائه ترجمه‌ای عالمانه – نه ترجمه آزاد، بلکه ترجمه بسیار دقیق و به دور از گرایش تحت اللفظی – همت گماشت، چرا که بر این باور است که متون مقدس مرجع اعتقادی میلیون‌ها انسان هستند و نمی‌توان به آسانی از کنار مسائل ترجمه آن‌ها گذشت؛ بنابراین در این مسیر به مطالعه ده‌ها ترجمه انجام شده به فارسی و زبان‌های دیگر مراجعه کرد تا هریک زاویه‌ای را برای او روشن سازند. او سال‌ها از زندگی خود را بر سر ترجمه کاملی از کتاب مقدس گذاشت – برای نمونه شش سال برای ترجمه و انتشار عهد جدید – زیرا جای چنین کتابی را در زبان فارسی خالی می‌دید و نیز اعتقاد داشت شناخت ادبیات غرب بدون شناخت کتاب مقدس ممکن نیست. سیار اصولاً انتخاب‌های خود را با توجه به «نیاز جامعه فرهنگی» انجام می‌دهد تا به این ترتیب هم به برآورده کردن بخشی از این نیاز در حد توان خود پرداخته باشد و هم به ترجمه‌های تکراری روی نیاورد.
همان‌طور که از مطالب فوق پیدا است عمده فعالیت آقای سیار بر پژوهش‌های دینی به خصوص در مورد کتاب‌ مقدس متمرکز می‌شود. او خشنودی خود را از حجم بالای این فعالیت‌ها در ایران ابراز کرده و البته مترجمان و پژوهشگران ما را نیز به ارائه ترجمه‌ای از قرآن فرا می‌خواند که حداقل مورد پذیرش شیعه و سنی باشد، چرا که بزرگان شاخه‌های سه گانه عمده مسیحیت، یعنی کاتولیک، پروتستان و ارتدوکس، به ارائه ترجمه جامعی از کتاب مقدس خود دست یازیده و البته در آن موفق نیز بوده‌اند.
باید توجه داشت که مسئله رعایت امانت در ترجمه آثار دینی، به خصوص کتاب‌های مقدس، حساسیتی صدچندان به خود می‌گیرد. در طول تاریخ، بزرگان ادیان گوناگون نسبت به این موضوع نظرات مختلفی ابراز داشته‌اند. به این ترتیب، ترجمه کتاب مقدس در اروپا به قرون اخیر بازمی‌گردد. البته مترجمان بسیار زیادی بر روی آن‌ها کار کرده‌اند که متخصص ترجمه متون دینی بوده‌اند. اما با توجه به سابقه تدوین متون کتاب مقدس که به «یازده قرن پیش از میلاد» بازمی‌گردد، نسخه‌های دست‌نویس و ترجمه‌های گوناگونی به زبان‌های مختلف از یونانی و عبری و آرامی گرفته تا فرانسه و انگلیسی و فارسی از آن‌ها موجود است که با لحاظ کردن بزرگی مترجمان و کاتبان این متون، به راحتی می‌توان دریافت که هریک از این نسخه‌ها آنقدر اهمیت دارند که شروع یک ترجمه جدید، مستلزم مطالعه دست کم ده‌ها نسخه از آن‌ها پیش از آغاز ترجمه باشد.
پیروز سیار نیز به گفته خود بیست سال پیش از آغاز ترجمه، مطالعه در این باره را آغاز کرده است و برای نیل به این مقصود در کتابخانه های بزرگ اروپا مانند کتابخانه واتیکان و کتابخانه ملی فرانسه به تحقیق و تفحص در باره نسخه های خطی ترجمه های کهن فارسی پرداخته است. چرا که به مدد مطالعه آثار قدما، زوایای مختلفی از متون روشن می‌شود و به دنبال آن، حیطه مفهومی روشن‌تر می‌گردد. اما نباید فراموش کرد که با افزایش زوایای مفهومی، دامنه انتخاب واژگان نیز گسترده‌تر شده و طبیعتاً انتخاب از میان آن‌ها دشوارتر می‌شود. به قول آقای سیار، مترجم باید «هر لغت را وزن کند» تا بتواند مناسب‌ترین معادل را از نظر دینی و ادبی در متن بنشاند. چرا که به خصوص در ترجمه متون مقدس، هم «جنبه درونی» – که همان پیچیدگی متون است – و هم «جنبه بیرونی» – که قضاوت‌ها و نقدها است – تأکید بیشتری به خود می‌گیرد. وجود ترجمه‌های مختلف بر پیچیدگی کار می‌افزاید و نقدها نیز حیطه مسئولیت پذیری مترجم را تنگ‌تر می‌سازد. در این میان برخی مترجمان تاکنون ترجیح داده‌اند به ترجمه‌های تفسیری – معناگرایی و گاه انطباق با فرهنگ خود – روی آورند تا متن برای طیف گسترده تری از خوانندگان روشن گردد که البته این امر، قطعاً این متون را «زمینی» تر می‌سازد، اما برخی دیگر – و از آن میان، پیروز سیار – انجام ترجمه‌های وفادارتر به متن اصلی را ترجیح می‌دهند و برای دریافت بیشتر معنا، مطالعه ترجمه‌های عالمانه را توصیه می‌کنند، ترجمه هایی که نه تنها «ظرایف و نکات باریک»، بلکه «فضا» ی متون را به دست می‌دهند.
پیروز سیار سالها قبل زندگینامه خودنگاشت شاعر معروف معاصر سهراب سپهری را با عنوان اتاق آبی تصحیح کرده و به همراه مجموعه نفیسی از طرحها و نقاشیهای این شاعر و نقاش پرآوازه به چاپ رسانده‌ است. همچنین کتاب ردیف سازی موسیقی سنتی ایران اثر موسیقی‌شناس فرانسوی ژان دورینگ را به فارسی ترجمه کرده و به همراه نت نویسی کامل دستگاه‌ها و آوازهای ایرانی منتشر ساخته است. پیروز سیار با ترجمه کتاب شادی در آسمان اثر شارل فردینان رامو، نویسنده بزرگ سوئیسی، راهی برای معرفی ادبیات این کشور در ایران گشود.